# 青海夫人勾子
青海夫人 勾子（あおみのおおとじの まがりこ、生没年不詳）は、日本古代の官女。

## 出自
青海氏は越後国に設置された久比岐国造族の頸城直の支流で、『新撰姓氏録』「右京神別」によると、地祇系氏族で、姓は首。「椎根津彦命之後也」とある。三河国碧海郡（現在の愛知県岡崎市六ツ美付近）あるいは越後国蒲原郡青海郷（現在の新潟県加茂市加茂付近）の地名にもとづくものと推定される。

## 記録
『日本書紀』巻第十九によると、欽明天皇元年（540年）9月、難波祝津宮（なにわのはふりつのみや）に天皇が行幸した際に、天皇はその時随行していた諸臣に、
と諮問した。その際に、大連の物部尾輿は、継体天皇6年（513年）12月の百済への任那四県割譲事件を引き合いに出して、同じく大連の大伴金村の失政を責めた。このため、金村は住吉の自宅（比定地未詳）に引きこもり、病と称して出仕しなかった。
この時、天皇から金村のもとへ派遣されたのが、青海夫人勾子である。天皇の慇懃な慰問に恐縮した金村は、「自分が悩んでいるのは他のことではなく、諸臣が任那を滅ぼしたのが自分だと責めていることが恐ろしいからです」と述べ、鞍馬（かざりうま）を出して、敬意を表した。勾子は金村が述べた通りのことを天皇に伝え、天皇は「忠誠心からやったことだから、人の噂を気に掛けるな」と言って、金村を罪には問わず、いっそう手厚く待遇された。
しかし、この結果、金村は完全に失脚し、ヤマト王権は物部氏と蘇我氏とに牛耳られることになった。